# Brando Benifei
Brando Maria Benifei (La Spezia, 1º gennaio 1986) è un politico italiano, eurodeputato dal 2014 e capodelegazione del Partito Democratico al Parlamento europeo dal 2019 al 2024.

## Biografia
Il suo impegno in politica inizia prestissimo, quando ancora frequenta il liceo classico "Lorenzo Costa" della Spezia, e prosegue quando frequenta la facoltà di Giurisprudenza presso l’Università di Bologna, senza ottenere la laurea. 
Ha ricoperto le prime cariche in Sinistra Giovanile a partire dal 2002, prima come Responsabile Scuola della sezione spezzina, mantenendo poi la stessa carica nella sezione regionale ligure e divenendo infine coordinatore regionale e membro della direzione nazionale.
Nel 2007, aderisce al neonato Partito Democratico, venendo eletto all'Assemblea costituente regionale e divenendo coordinatore provinciale dei Giovani Democratici, l'organizzazione giovanile del PD, divenendo successivamente anche membro della direzione nazionale. Nello stesso anno si presenta alle elezioni provinciali della Spezia, a sostegno della candidatura di Marino Fiasella, risultando il primo dei non eletti.
Nel 2009 viene nominato Responsabile Europa dei Giovani Democratici e contestualmente diviene vicepresidente di European Community Organisation of Socialist Youth (ECOSY), la federazione giovanile del Partito Socialista Europeo e del gruppo parlamentare Alleanza Progressista dei Socialisti e dei Democratici. Nello stesso anno, dopo un rimpasto di giunta, diviene anche consigliere provinciale alla Spezia.
Nel 2010 entra nella segreteria nazionale dei Giovani Democratici come Responsabile all'Europa e alle Politica Estera e nella segreteria regionale del Partito Democratico in Liguria come Responsabile Europa e Cittadinanza, mentre l'anno successivo viene riconfermato vicepresidente di ECOSY (divenuto YES, Young European Socialists) fino al 2013.
In occasione del primo congresso nazionale dei Giovani Democratici, tenutosi a marzo 2012, Benifei è il candidato segretario della cosiddetta "tesi alternativa", in opposizione al candidato, che successivamente vincerà, Fausto Raciti, ma ottenendo il 26% dei voti dei delegati congressuali.

### Elezione al Parlamento europeo
Alle elezioni europee del 2014 viene candidato, ed eletto, al Parlamento europeo con 39.524 preferenze nella circoscrizione Italia Nord-Occidentale.
Nel gennaio 2016, è stato indicato da Forbes tra i trenta personaggi under 30 più influenti della politica europea.
Il 15 febbraio 2017, in occasione del voto per l'accordo commerciale CETA, approvato a Strasburgo, vota no, in contrasto alla linea del proprio gruppo parlamentare. È stato relatore della proposta di risoluzione del Parlamento Europeo sull'inclusione dei rifugiati nel mercato del lavoro.
Nell'autunno 2018, con un gruppo di giovani ha contribuito a fondare il movimento "Centofiori", con lo scopo di rinnovare il Partito Democratico, al di là delle correnti.
Nell'aprile 2019, in vista delle elezioni europee del 26 maggio, viene ricandidato dal PD, primo dei candidati liguri, primo fra i deputati uscenti di genere maschile nella circoscrizione Italia Nord-Occidentale e il più giovane fra i 37 uomini indicati nelle liste del partito in tutta Italia. Verrà rieletto in quinta posizione con 51.730 voti. Il 22 luglio dello stesso anno, viene eletto capodelegazione del gruppo PD.
Nel 2020 entra a far parte del Comitato speciale sull'intelligenza artificiale nell'era digitale presso il Parlamento europeo.
Il 19 marzo 2021 viene riconfermato all'unanimità nel ruolo di capodelegazione del PD al Parlamento europeo, nonostante il giorno prima avesse rimesso l'incarico nella nuova segreteria presieduta da Enrico Letta, uno dei fondatori del Partito Democratico ed ex Presidente del Consiglio.
Alle primarie del PD del febbraio 2023 Benifei decide di sostenere Stefano Bonaccini che verrà sconfitto da Elly Schlein.
Nel maggio del 2024, in occasione delle elezioni europee, viene ricandidato nella lista del PD per la circoscrizione nord-occidentale  risultando rieletto con 64.831 preferenze. Il 23 luglio 2024 viene eletto presidente della delegazione UE-USA del Parlamento europeo, lasciando la guida del gruppo degli europarlamentari del Partito Democratico a Nicola Zingaretti.

## Posizioni politiche
Benifei sostiene la laicità dello Stato e i diritti LGBTQIA+.